# Cochevis de Thékla
Galerida theklae
Espèce
Statut de conservation UICN

 LC  : Préoccupation mineure
Le Cochevis de Thékla (Galerida theklae) est une espèce d'alouettes, oiseaux de la famille des Alaudidae. Ces oiseaux ont une allure très proche de celle du cochevis huppé.

## Morphologie
- Longueur : 17 cm
- Envergure : 34 cm
- Poids : 34-48 g

## Systématique

### Étymologie
- L'espèce Galerida theklae a été décrite par l’ornithologue allemand Christian Ludwig Brehm en 1857[1], il a dédié cette espèce, découverte par ses fils Alfred Edmund Brehm (1829-1884) et Reinhold Bernhard Brehm (1830-1891) à sa fille, Thekla Klothilde Bertha Brehm (1833-1857).
- Pour cochevis et Galerida, voir Cochevis huppé.

### Taxinomie
D'après la classification de référence (version 5.2, 2015) du Congrès ornithologique international, cette espèce est constituée des sous-espèces suivantes (ordre phylogénique) :
- Galerida theklae theklae Brehm, 1857 — France (Roussillon), Espagne et Portugal ;
- Galerida theklae erlangeri Hartert, 1904 — nord du Maroc ;
- Galerida theklae ruficolor Whitaker, 1898 — centre et nord-est du Maroc, nord de l'Algérie, et nord Tunisie ;
- Galerida theklae theresae Meinertzhagen, 1939 — sud-ouest du Maroc et Mauritanie ;
- Galerida theklae superflua Hartert, 1897 — de l'extrême est du Maroc à l'Algérie, Tunisie, Libye et extrême nord-ouest de l'Égypte ;
- Galerida theklae carolinae Erlanger, 1897 — de l'est du Maroc au nord du Sahara et nord-ouest de l'Égypte ;
- Galerida theklae harrarensis Érard & Jarry, 1973 — est de l'Éthiopie ;
- Galerida theklae huei Érard & Naurois, 1973 — centre-sud de l'Éthiopie ;
- Galerida theklae praetermissa (Blanford, 1869) — du sud de l'Érythrée au centre de l'Éthiopie ;
- Galerida theklae ellioti Hartert, 1897 — centre/nord de la Somalie ;
- Galerida theklae mallablensis Colston, 1982 — sud de la Somalie ;
- Galerida theklae huriensis Benson, 1947 — sud de l'Éthiopie et nord du Kenya.

## Reproduction

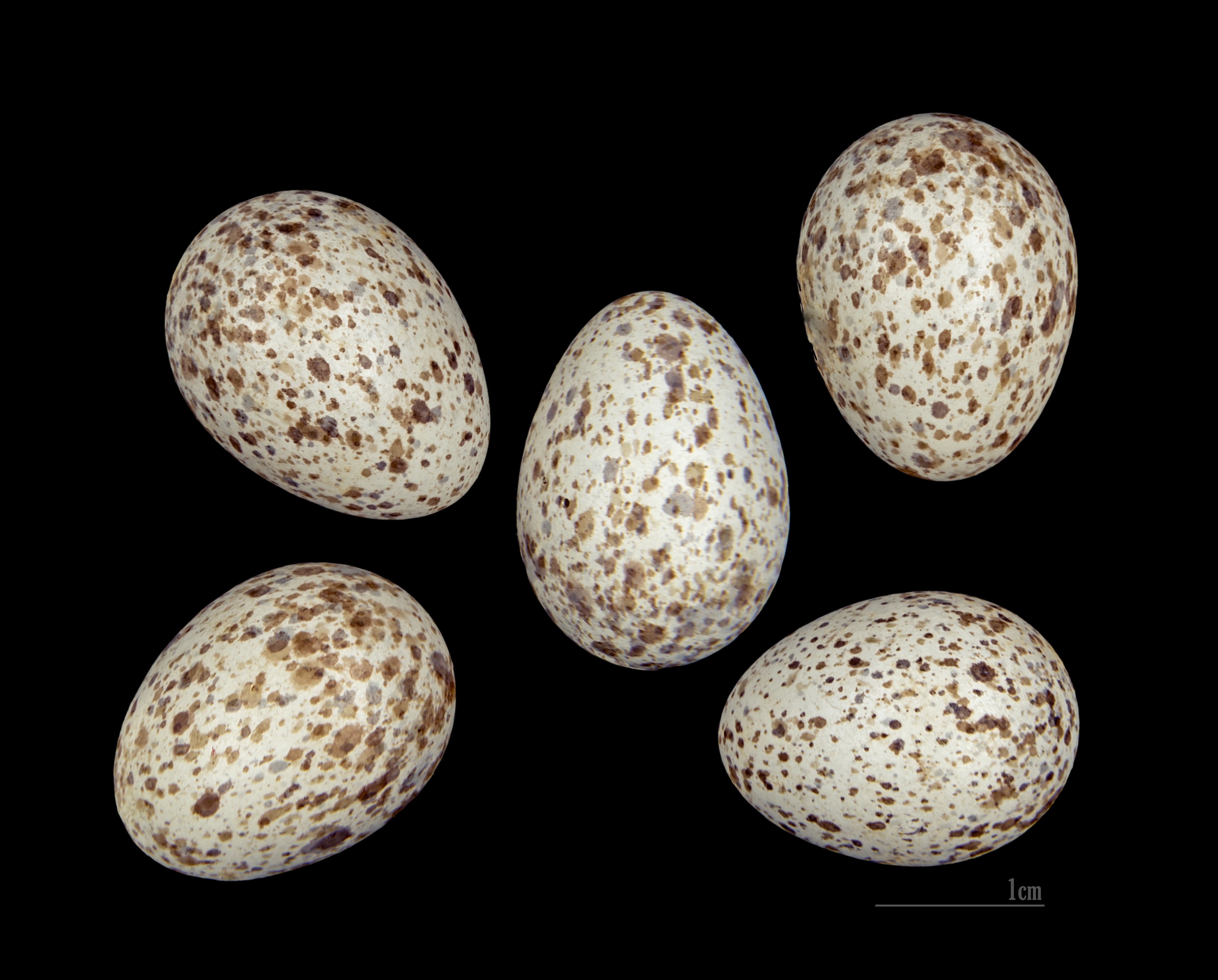
Œufs de Galerida theklae, muséum de Toulouse.

Nid au sol, en forme de coupe. Ponte en avril-mai. Ponte de trois à six œufs, en général quatre, indiscernables de ceux de Galerida cristata là où les deux espèces cohabitent.

## Répartition et habitat
Son aire de répartition s'étend du Roussillon à la péninsule Ibérique et à l'Afrique du Nord.
Cette espèce se reproduit dans les pays suivants : Algérie, Égypte (extrême nord-ouest), Espagne, France, Libye, Maroc, Portugal, Tunisie.
La population française est estimée à 400 couples environ (Gonin, LPO Aude, GOR, 2005). Cette population est répartie sur les départements de l'Aude et des Pyrénées-Orientales. La quasi-totalité des couples est recensée dans la ZPS « Basses Corbières » sur laquelle un programme de conservation et de gestion de l'habitat de l'espèce est en cours (Programme LIFE CONSAVICOR coordonné par la LPO Aude).

## Galerie

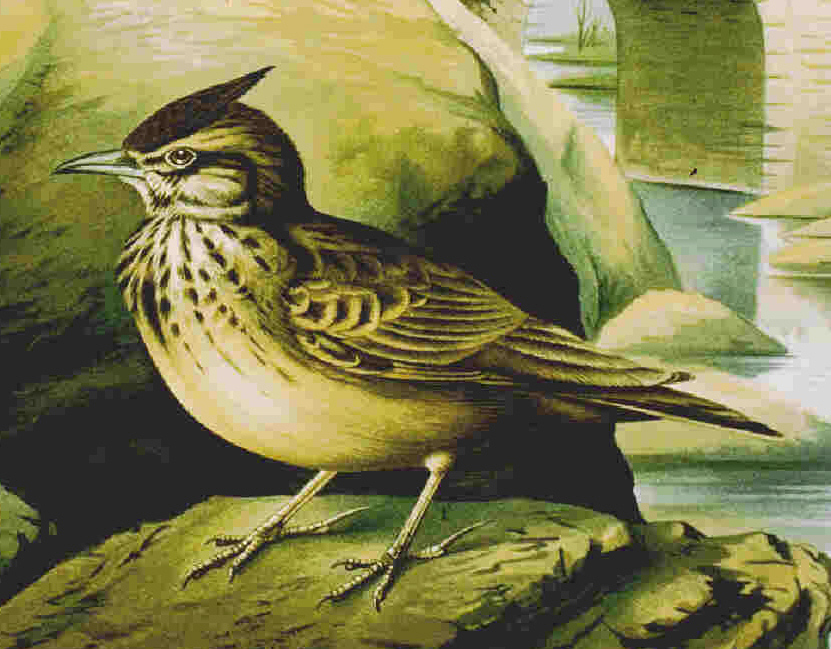
Illustration.
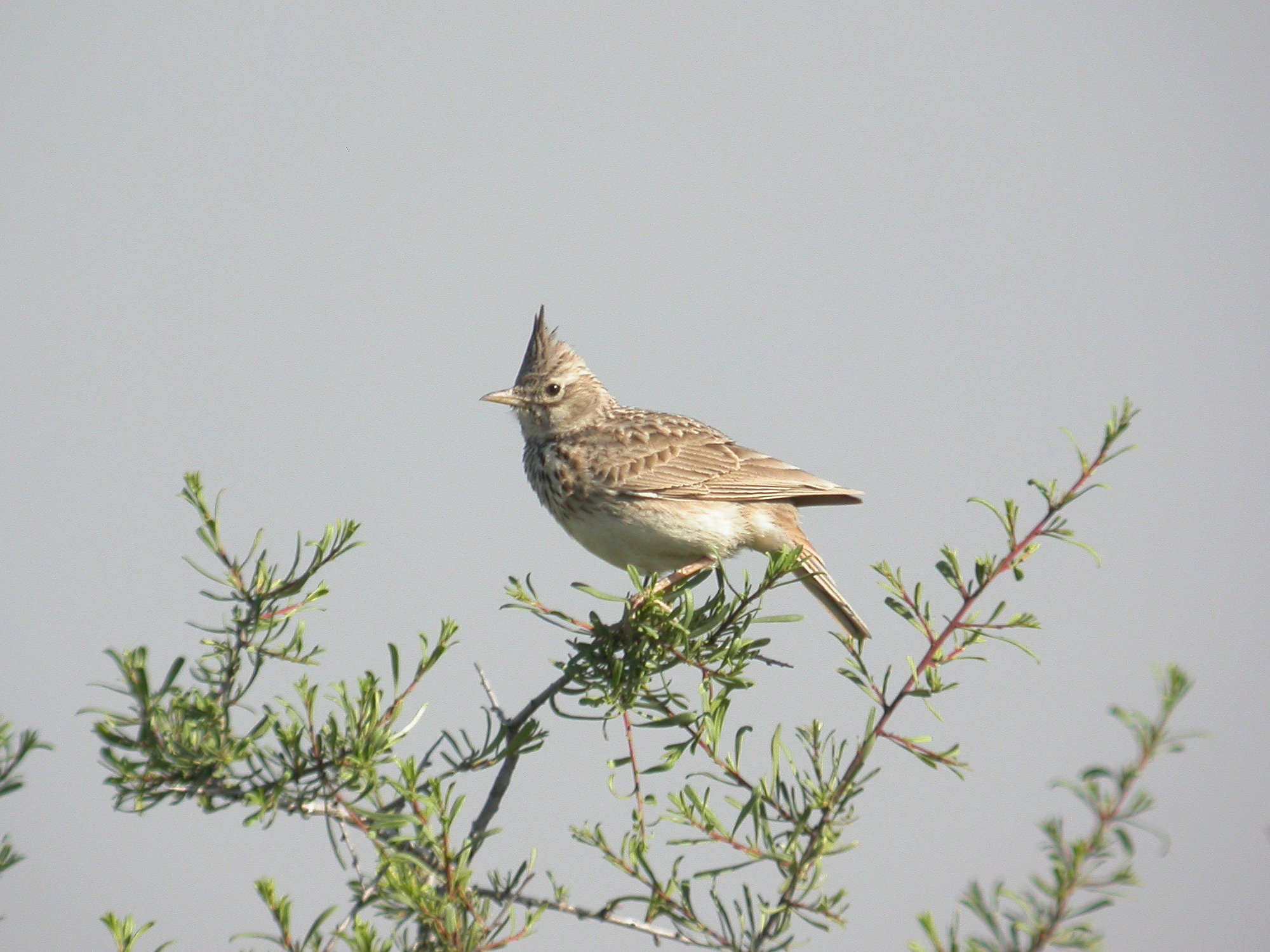
Madrid (Espagne).
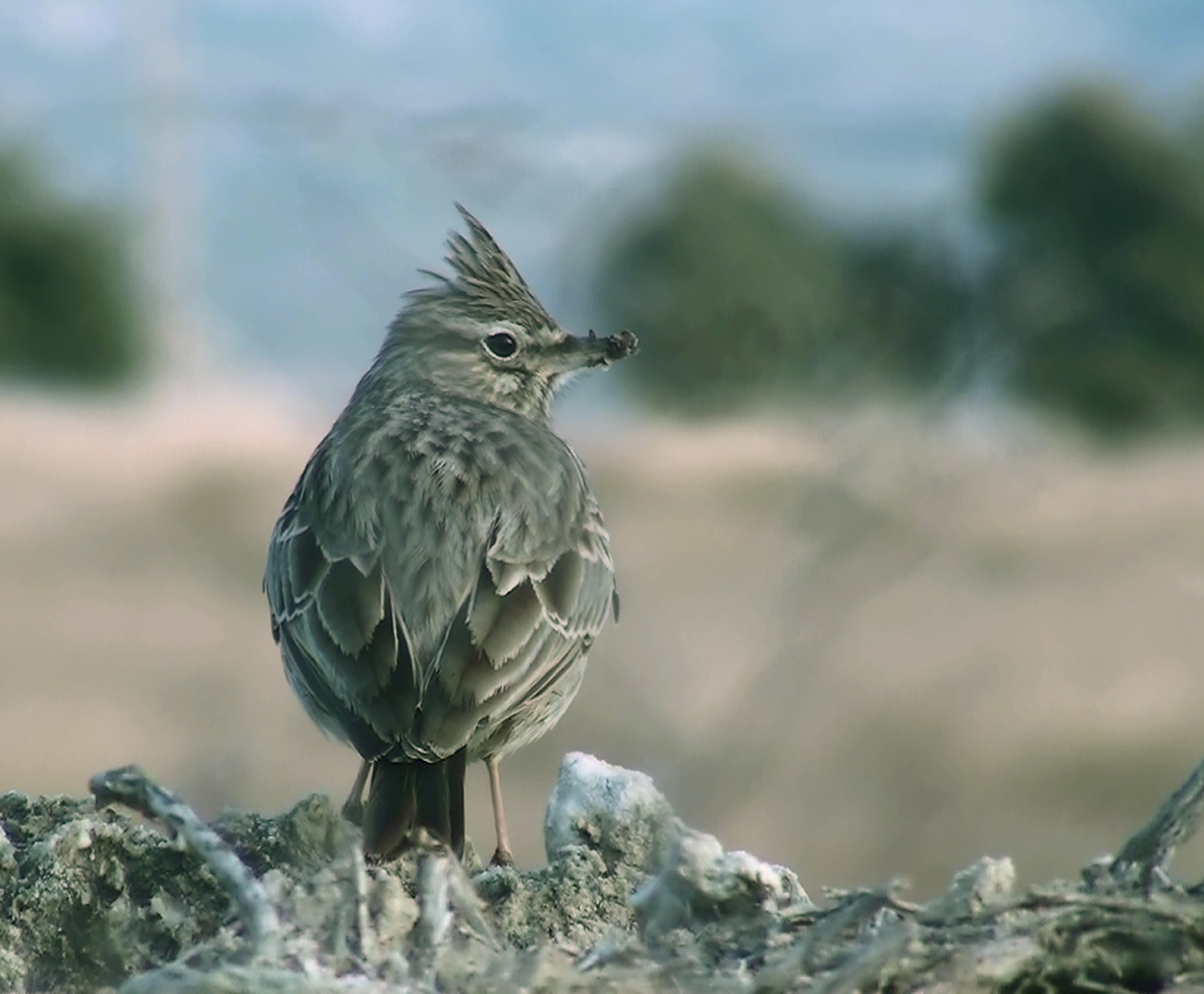
Serra del Montsec (province de Lérida, Espagne).
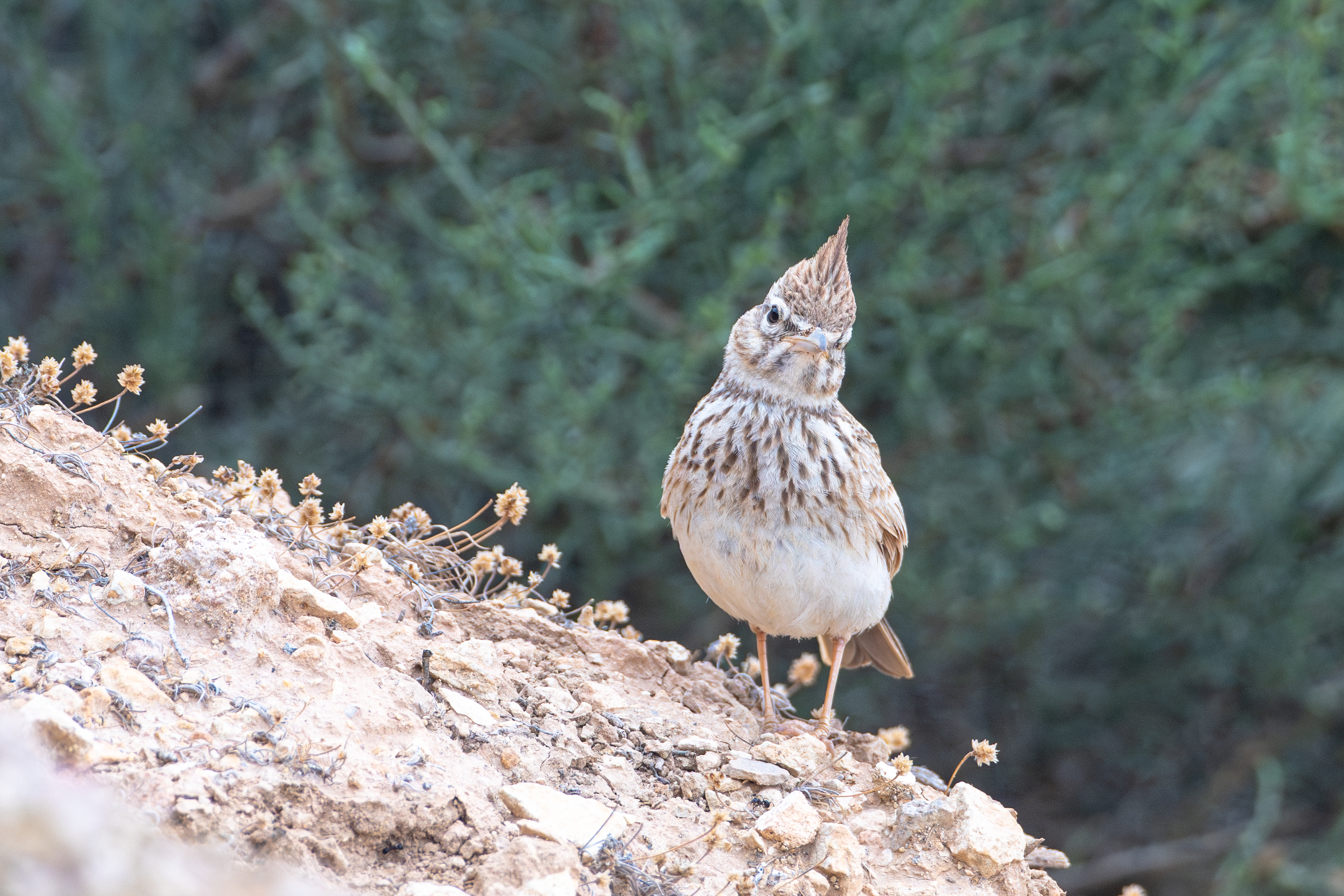
Sud de la Tunisie

## Sources
- Pierre Cabard et Bernard Chauvet (2003), L’Étymologie des noms d’oiseaux, Belin et Éveil Nature (Paris) : 589 p.
- (en) Bo Beolens & Michael Watkins (2003), Whose bird ? Men and women commemorated in the common names of birds, Christopher Helm (Londres) : 400 p.